# Pedro Barrié de la Maza
Pedro Barrié de la Maza (La Coruña, 17 de diciembre de 1888-La Coruña, 14 de marzo de 1971), I conde de Fenosa, fue un importante empresario español y financiero del siglo XX. Da nombre a una de las principales Avenidas de La Coruña. (43°22′09″N 8°24′27″O / 43.369084, -8.407500)

## Biografía
Era hijo de Pedro Barrié y Pastor, socio del Banco Pastor, y de su esposa Amalia de la Maza y Agar. Estudió la carrera de Comercio en la Escuela Superior de Comercio de La Coruña, y luego amplía sus estudios financieros en Gran Bretaña e Irlanda, Alemania y Francia.
En 1915, Pedro Barrié de la Maza, se incorpora como socio al regresar de su formación financiera en Gran Bretaña e Irlanda, Alemania y Francia, para en 1936 hacerse con el control del Banco Pastor. Fue uno de los principales financieros del Frente Nacional y apoyo del bando rebelde durante la guerra civil española. Con el paso de los años es nombrado I conde de Fenosa y llega a controlar la mayoría de los sectores económicos de Galicia, desde los bancos hasta los complejos turísticos, pasando por la producción eléctrica, la industria química, minera o la construcción naval.
Desde 1939 hasta 1971 dirige el principal banco de Galicia (Banco Pastor) y creó en 1943 la empresa de electricidad Fuerzas Eléctricas del Noroeste, S.A. (FENOSA), hoy parte de Unión Fenosa, participando así en alto grado en el desarrollo económico de Galicia. FENOSA fue el resultado de la forzada fusión de la Fábrica de Gas y Electricidad, que poseía Barrié en la ciudad de La Coruña, con Electra Popular Coruñesa. Esta última fue expropiada a su dueño, José Miñones, un abogado, empresario, y político republicano que fue fusilado por los sublevados en la ciudad de La Coruña el 2 de diciembre de 1936. 

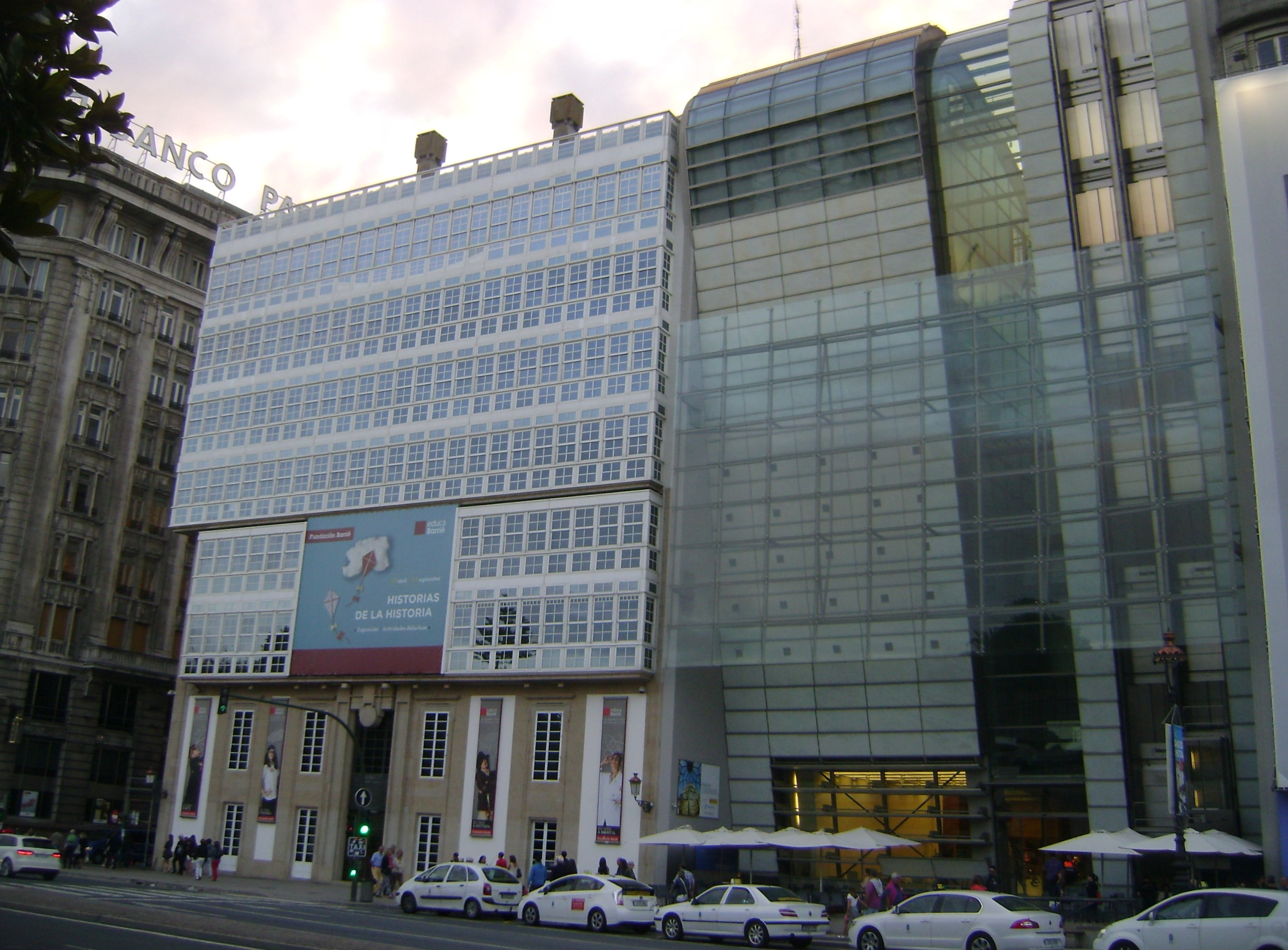
Edificio de la Fundación Pedro Barrié de la Maza.

Fue presidente del astillero ferrolano Astilleros y Talleres del Noroeste, S.A. (ASTANO) desde 1948 hasta 1971. Desde 1944 hasta 1971 fue presidente de la Junta de Obras del Puerto de La Coruña construyendo, entre otras cosas, el dique de abrigo.
Promovió o presidió muchas otras empresas como CEDIE, El Barco de Valdeorras, Aluminio de Galicia, Gas Madrid, La Toja, Minero Siderúrgica de Ponferrada, PEBSA, etc.
El 5 de diciembre de 1938, junto con Julio Muñoz Rodríguez de Aguilar, gobernador civil de la provincia de La Coruña, promovieron la adquisición mediante una suscripción popular de la finca del Pazo de Meirás, que había pertenecido a la novelista Emilia Pardo Bazán, constituyendo durante varias décadas residencia veraniega del General Francisco Franco, para quien actuó como representante legal en dicha transacción, actualmente en investigación judicial, ya que los documentos aportados para la adquisición de dicha propiedad se han demostrado falsos, dicha adquisición esta envuelta en una trama de 'favores mutuos' que se encuentra en investigación, ya que el actual gobierno en la región, ha mostrado su intención de recuperar dicho Pazo debido a su adquisición no legal. El 1 de octubre de 1955 le fue otorgado el título de I conde de Fenosa por la promoción y el desarrollo de la empresa eléctrica. 
Poseía numerosas condecoraciones, como la gran-cruz de la Real Orden de Isabel la Católica, la gran cruz de la Orden Civil de la Beneficencia o la gran cruz de la Orden del Mérito Civil.
En 1966 crea la Fundación Pedro Barrié de la Maza con un capital inicial de 3.300 millones de pesetas y la declaró heredera universal a su fallecimiento. La fundación fue poseedora de más del 40% de las acciones del Banco Pastor que tras su fusión con el Banco Popular le convirtió en uno de los principales accionistas de este. Las principales actividades de la fundación son exhibiciones y exposiciones en su sede de La Coruña. El ciclo de conciertos de la fundación es de elevada calidad. Asimismo, la Fundación Pedro Barrié de la Maza tiene uno de los programas de becas para estudiantes de postgrado más prestigioso de España en el que destaca el compromiso de los seleccionados con el desarrollo económico de Galicia.
La fundación, además, es la responsable de la creación de las escuelas técnicas de arquitectura superior y arquitectura técnica en La Coruña, con motivo de implantar dichas enseñanzas en el noroeste de España a las que financió en su creación y puso en marcha, creando un vínculo entre la fundación y los estudiantes de las mismas.
En 2006, y con motivo del 30 aniversario de la fundación de la "Escuela Técnica Superior de Ingenieros Industriales Pedro Barrié de la Maza", se le entrega la medalla de oro de la Universidad de Vigo. 
Estuvo casado primero con Amalia de Torres y Sanjurjo, hija de los condes de Torre Penela, de quien enviudó. En diciembre de 1966 volvió a contraer matrimonio con Carmela Arias y Díaz de Rábago (condesa de Fenosa), quien fue presidenta del Banco Pastor y de la Fundación Pedro Barrié de la Maza tras su muerte. 
En 1958, se dio un caso notable en la Lotería de Navidad de España: hay sospechas de que la mayor parte del premio principal fue a una sola persona, Pedro Barrié de la Maza, Conde de Fenosa. El número premiado fue el 33.704, con un valor de 210 millones de pesetas (que al cambio actual eran aproximadamente 1,26 millones de euros). Seis de las siete series de este número fueron vendidas en una administración de lotería en La Coruña, y el premio ascendió a 180 millones de pesetas (aproximadamente 1,08 millones de euros).
Existieron especulaciones sobre la identidad del ganador, dado el alto costo de los billetes adquiridos. Finalmente, se reveló que el número premiado se había depositado en el Banco Pastor en La Coruña. Según rumores de la época, no confirmados oficialmente, Barrié de la Maza fue el beneficiario debido a una supuesta intervención de Francisco Franco. Argumentos a favor de esta teoría incluyen el hecho de que el sorteo de ese año no fue público, y que la séptima serie fue adquirida por el Colegio de Huérfanos de la Guardia Civil, lo que algunos interpretaron como un intento de desviar la atención. Además, la viuda de Barrié afirmó que él había ganado el premio, pero con el propósito de beneficiar a Galicia.
Este episodio tuvo repercusiones más allá del sorteo mismo. Se especula que Pedro Barrié de la Maza pudo haber utilizado el premio para financiar el Embalse de Belesar, una obra significativa en la región. Este embalse, inaugurado el 10 de septiembre de 1963, representó un importante desarrollo infraestructural, siendo el más moderno y mayor de esa época en Europa. El costo de la construcción del embalse fue aproximadamente la mitad del monto del premio ganado, lo que alimenta las especulaciones sobre el uso del dinero del premio en este proyecto. Sin embargo, esta conexión entre el premio de la lotería y la financiación del embalse no ha sido confirmada oficialmente y sigue siendo motivo de debate y análisis.

En su familia hay grandes descendientes como el reconocido Santiago Collar